# Fígols i Alinyà
Fígols i Alinyà és un municipi de la comarca de l'Alt Urgell, amb capital a Fígols. En bona part es localitza a l'esquerra del Segre, a 24 km al sud de La Seu d'Urgell. Fígols d'Organyà (antigament conegut com a Fígols prop Voloriu) i Alinyà eren dues entitats independents fins a l'any 1972, quan es van unir i es va crear el municipi de Fígols i Alinyà.
El 2015 el municipi tenia 261 habitants, repartits entre els pobles de Fígols (cap de municipi), Alinyà, Canelles, l'Alzina d'Alinyà i Perles, a més dels llogarets de Llobera, Les Sorts, Forn, Romanius, Obac, Voloriu, Vall del Mig, Vall Baixa, Colldeboix, Caferna i el despoblat de Voltrera.

## Geografia
- Llista de topònims de Fígols i Alinyà (Orografia: muntanyes, serres, collades, indrets..; hidrografia: rius, fonts...; edificis: cases, masies, esglésies, etc).

| Entitat de població | Habitants (2023) |
| Fígols              | 144              |
| Alinyà              | 50               |
| Perles              | 28               |
| l'Alzina d'Alinyà   | 20               |
| Canelles            | 7                |
| Font: Idescat       |                  |

## Política

### Alcaldes
| Període     | Alcalde o alcaldessa | Partit polític | Data de possessió | Observacions |
| ----------- | -------------------- | -------------- | ----------------- | ------------ |
| 1979–1983   | Josep Choy Puig      | independent    | 19/04/1979        | --           |
| 1983–1987   | Joan Riu i Perefarré | Logotip de CiU | 23/05/1983        | --           |
| 1987–1991   | Joan Riu i Perefarré | Logotip de CiU | 30/06/1987        | --           |
| 1991–1995   | Joan Riu i Perefarré | Logotip de CiU | 15/06/1991        | --           |
| 1995–1999   | Joan Riu i Perefarré | Logotip de CiU | 17/06/1995        | --           |
| 1999–2003   | Joan Riu i Perefarré | Logotip de CiU | 03/07/1999        | --           |
| 2003–2007   | Joan Riu i Perefarré | Logotip de CiU | 14/06/2003        | --           |
| 2007–2011   | Joan Riu i Perefarré | Logotip de CiU | 16/06/2007        | --           |
| 2011–2015   | Jordi Sala i Solans  | Logotip d'ERC  | 11/06/2011        | --           |
| 2015–2019   | Jordi Sala i Solans  | Logotip d'ERC  | 13/06/2015        | --           |
| 2019-2023   |                      |                |                   | --           |
| Des de 2023 | n/d                  | n/d            | 17/06/2023        | --           |

| Candidatura | Candidatura | Cap de llista        | Vots | Regidors | % vots |
| ----------- | ----------- | -------------------- | ---- | -------- | ------ |
|             | ERC-AM      | Jordi Sala Solans    | 99   | 4        | 57,56  |
|             | CiU         | Joan Riu i Perefarré | 70   | 3        | 40,70  |
| Total       | Total       | 175                  | 175  | 7        |        |

### Eleccions al Parlament de Catalunya del 2015
| Candidatura | Candidatura                                      | Cap de llista               | Vots | Regidors | % vots |
| ----------- | ------------------------------------------------ | --------------------------- | ---- | -------- | ------ |
|             | JxSí                                             | Josep Maria Forné i Febrer  | 117  | 10       | 65,73  |
|             | Candidatura d'Unitat Popular - Crida Constituent | Ramon Usall i Santa         | 23   | 1        | 12,92  |
|             | PSC                                              | Òscar Ordeig i Molist       | 13   | 1        | 7,30   |
|             | Ciutadans - Partit de la Ciutadania              | Jorge Soler                 | 3    | 1        | 3,93   |
|             | UDC                                              | Josep Maria Pelegrí i Aixut | 7    | 0        | 3,93   |
|             | PPC                                              | Marisa Xandri Pujol         | 6    | 1        | 3,37   |
|             | Catalunya Sí que es Pot                          | Sara Vilà                   | 1    | 0        | 0,56   |
|             | Altres                                           |                             | 1    |          | 0,56   |
|             | Vots en blanc                                    |                             | 3    |          | 1,68   |
|             | Vots nuls                                        |                             | 1    |          | 0,56   |
| Total       | Total                                            | 179                         | 179  |          | 78,51  |

## Demografia
| 1497 f | 1515 f | 1553 f | 1717 | 1787 | 1857  | 1877  | 1887  | 1900 | 1910 |
| ------ | ------ | ------ | ---- | ---- | ----- | ----- | ----- | ---- | ---- |
| 9      | 8      | 66     | 154  | 268  | 1.240 | 1.337 | 1.327 | 940  | 999  |

| 1920 | 1930  | 1940  | 1950 | 1960 | 1970 | 1981 | 1990 | 1992 | 1994 |
| ---- | ----- | ----- | ---- | ---- | ---- | ---- | ---- | ---- | ---- |
| 998  | 1.089 | 1.024 | 920  | 784  | 576  | 409  | 358  | 344  | 344  |

| 1996 | 1998 | 2000 | 2002 | 2004 | 2006 | 2008 | 2010 | 2012 | 2014 |
| ---- | ---- | ---- | ---- | ---- | ---- | ---- | ---- | ---- | ---- |
| 306  | 307  | 296  | 274  | 271  | 254  | 284  | 282  | 278  | 260  |

| 2016 | 2018 | 2020 | 2022 | 2024 | 2026 | 2028 | 2030 | 2032 | 2034 |
| ---- | ---- | ---- | ---- | ---- | ---- | ---- | ---- | ---- | ---- |
| 254  | 253  | 244  | 266  | 243  | -    | -    | -    | -    | -    |

El primer cens és del 1975 després de la fusió d'Alinyà i de Fígols d'Organyà. Les dades anteriors són la suma dels antics municipis.

## Indrets
El barranc de Rocagelera és un barranc del terme municipal de Fígols i Alinyà, a l'Alt Urgell. S'origina al lloc de Gordiola, prop del Coll d'Ares que es troba entre els pobles de l'Alzina d'Alinyà, del terme de Fígols i Alinyà, i d'Ossera, del de la Vansa i Fórnols.